# Philippe Boher
Philippe Boher (Perpinyà, 9 de desembre del 1969) és un entrenador de rugbi a 15. Va ser l'entrenador de l'USAP de Perpinyà de setembre de 2004 a maig de 2007 fent equip amb Philippe Ducousso, primer, i després amb Franck Azéma.

## Trajectòria
Va començar el rugbi a l'escola de rugbi del Voló. Jugà en infantils i júniors al Céret Esportiu, per passar després a l'USAP de Perpinyà (1987), amb què guanyà l'any següent el Campionat de França Crabos en categoria júnior. Del 1988 al 1996 va jugar amb l'USAP (amb dos parèntesis: l'any 1992, quan va fer el servei militar a Joinville, i la temporada 1993-1994, que va jugar al Brive).
Després d'haver acabat la seva carrera com a jugador, compaginà la seva tasca de comercial amb la direcció, a la temporada 1997-98, dels equips júnior i promeses de l'USAP, i a la 1999-2000 del primer equip. A partir del 2000 va ser nomenat conseller tècnic de la regió Migdia-Pirineus alhora que conseller tècnic del departament Pirineus Orientals (2000-2004). Juntament amb Philippe Ducousso, el 2001 passa a fer-se càrrec de la selecció francesa sub 21, responsabilitat de què dimitiren per incorporar-se a l'USAP com a entrenadors. En marxar Ducousso el 2006, el substituí com a co-entrenador Franck Azéma, però a la fi del 2007 Boher plegà també. Poque setmanes després, Philippe Boher es feia càrrec de la selecció estatal sub 19, feina que encara exerceix en l'actualitat (2008).
Ha coentrenat la selecció de rugbi a 15 del Rosselló .